# تيكتو بارب

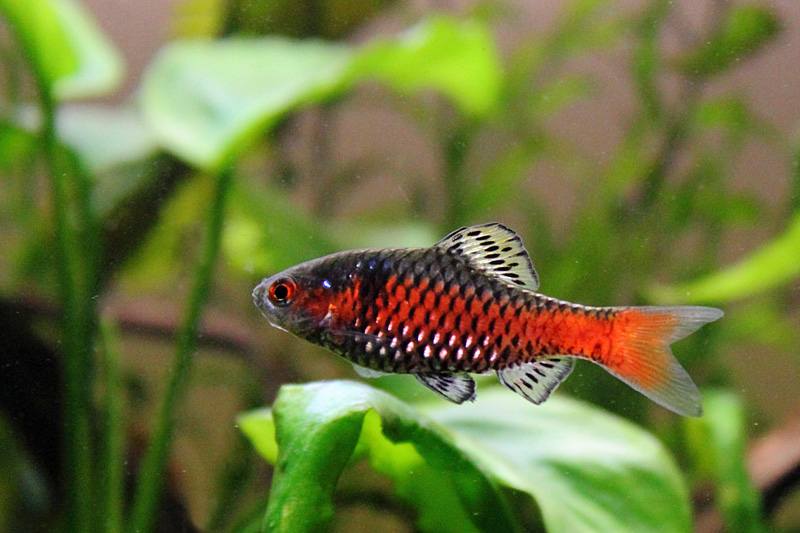

تيكتو بارب (بالإنجليزية: Ticto barb)‏ ، (باللاتينية: Puntius ticto) هي سمكة زينة من فصيلة الشبوطيات موطنها الهند وسيريلانكا والهامالايا، يصل حجمها إلى 4 انش أو 10 سم وتتعدى على النباتات والحيوانات. تحتاج درجة لحرارة من 74-79 فهرنهايت أو 23-26 مئوية، والحموضة من 6-7. يكون لون الجسم ذهبي مائل إلى الفضي. مع وجود نقطة سوداء بعد الزعنفة الصدرية وأخرى قبل الذيل.